# Ministeri de Transports i Mobilitat Sostenible d'Espanya
|  | «Ministeri de Foment» redirigeix aquí. Vegeu-ne altres significats a «Ministeri de Foment (desambiguació)». |

El Ministeri de Transports i Mobilitat Sostenible, abans anomenat Ministeri de Transports, Mobilitat i Agenda Urbana i anteriorment Ministeri de Foment, és un dels departaments ministerials en els quals s'organitza l'Administració General de l'Estat d'Espanya, el titular del qual és el ministre o ministra de Transports i Mobilitat Sostenible. S'encarrega de les directrius polítiques relatives a les infraestructures i el sistema de transport.
El departament es considera fundat el 1832, tot i que és creat per primera vegada el 1851 amb la present denominació. Al llarg dels anys ha estat suprimit en diverses ocasions, les seves funcions han estat assumides per altres ministeris i els seus àmbits competencials han anat variant al llarg de la història. La darrera recuperació del departament data de l'any 1996.
L'actual titular és Óscar Puente  Santiago, en substitució de la catalana Raquel Sánchez Jiménez.

## Història
El 1832, al final del regnat de Ferran VII, es va crear la Secretaria d'Estat i del Despatx de Foment General del Regne. El seu àmbit competencial era molt ampli i comprenia àrees de política governamental que al llarg dels anys es van anar traslladant als ministeris d'Educació, Cultura, Agricultura, Sanitat, Interior, Indústria i Comerç.
Al cap de quinze anys, el 1847, es va crear durant el regnat d'Isabel II la Secretaria d'Estat i del Despatx de Comerç, Instrucció i Obres Públiques i l'any 1851 rep la denominació que més ha perdurat, Ministeri de Foment, que vers l'any 1869 tenia competències en matèria d'Instrucció Pública, Obres Públiques, Agricultura, Indústria i Comerç.
Entre 1899 i 1905 les atribucions del ministeri passen en mans del Ministeri d'Agricultura, Indústria, Comerç i Obres Públiques que tenia competències sobre ferrocarrils, carreteres, canals, ports, fars i balises a més de les vinculades als camps de l'agricultura, indústria i comerç. L'any 1900, a més, es crea el Ministeri d'Instrucció Pública que va assumir les funcions relacionades amb l'educació i la cultura que havien format part de Foment. El 1905 es torna a recuperar el Ministeri de Foment i el 1928 el Ministeri d'Economia Nacional va incorporar les àrees d'agricultura, indústria i comerç al seu departament, mentre que Foment va mantenir les d'obres públiques, ferrocarrils, mines, muntanyes, pesca i caça.
Durant la Segona República es crea el 1931 el Ministeri d'Obres Públiques per substituir el de Foment.
El 1977, durant el mandat del president del Govern, Adolfo Suárez, se suprimeix el Ministeri d'Obres Públiques i les seves competències passen en mans de dos nous departaments: Obres Públiques i Urbanisme, que incorpora les funcions en matèria d'habitatge, acció territorial i medi ambient, i Transports i Comunicacions, encarregat de l'activitat administrativa de transports terrestres, marítims i aeris, pesca marítima i les comunicacions postals, telegràfiques, radiotelegràfiques, telefòniques i radiotelefòniques.
No va ser fins al 1991 que el president Felipe González formula una reestructuració de l'Administració General de l'Estat que acaba aglutinant la majoria de les competències d'aquests dos departaments en un de sol i crea el Ministeri d'Obres Públiques i Transports i més endavant, el 1993, el Ministeri d'Obres Públiques, Transports i Medi Ambient.
Amb l'arribada de José María Aznar a la presidència del Govern d'Espanya, el 1996, es recupera el Ministeri de Foment. Aquest s'ha mantingut fins avui, però ha anat veient modificat el seu àmbit competencial amb els anys. Per exemple, les funcions sobre telecomunicacions passen en mans del Ministeri de Ciència i Tecnologia entre el 2000 i el 2004 i les d'habitatge al Ministeri d'Habitatge entre els anys 2004 i 2010.

## Funcions
Corresponen al Ministeri de Transports, Mobilitat i Agenda Urbana la proposta i execució de les polítiques del Govern d'Espanya en els següents àmbits:
- Infraestructures de transport terrestre de competència estatal, aeri i marítim.
- Control, ordenació i regulació administrativa dels serveis de transport corresponents.
- Accés a l'habitatge, edificació, urbanisme, sòl i arquitectura, en els àmbits de l'Administració General de l'Estat.
- Ordenació normativa dels serveis postals.
- Impuls i direcció dels serveis estatals relatius a l'astronomia, geodèsia, geofísica i cartografia.
- Planificació i programació de les inversions relatives a infraestructures, matèries i serveis mencionats.

## Estructura
El ministeri s'estructura amb els següents òrgans superiors:
- Ministre de Transports, Mobilitat i Agenda Urbana
- Secretaria d'Estat d'Infraestructures, Transport i Habitatge
  - Secretaria General d'Infraestructures
    - Direcció General de Carreteres

  - Secretaria General de Transport
    - Direcció General d'Aviació Civil
    - Direcció General de la Marina Mercant
    - Direcció General de Transport Terrestre

  - Direcció General d'Arquitectura, Habitatge i Sòl
- Sotssecretaria de Transports, Mobilitat i Agenda Urbana
  - Secretaria General Tècnica
  - Direcció General de Programació Econòmica i Pressupostos
  - Direcció General d'Organització i Inspecció
  - Direcció General de l'Institut Geogràfic Nacional

## Organismes
Depenen del Ministeri de Transports, Mobilitat i Agenda Urbana d'Espanya els següents organismes:
- Ports de l'Estat i Autoritats Portuàries
- ENAIRE
- RENFE
- ADIF

## Llista de ministres

### Segona República Espanyola (1931-1939)
- Denominat Ministeri de Foment
  - 1931: Álvaro de Albornoz Limiñana
  - 1931: Félix Gordón Ordás - interí
  - 1931: José Salmerón García - interí
- Denominat Ministeri d'Obres Públiques
  - 1931-1933: Indalecio Prieto
  - 1933-1934: Rafael Guerra del Río
  - 1933: Félix Gordón Ordás - interí
  - 1934: Cirilo del Río Rodríguez - interí
  - 1934- 1935: José María Cid Ruiz-Zorrilla
  - 1935: Rafael Guerra del Río
  - 1935: Manuel Marraco Ramón
- Denominat Ministeri d'Obres Públiques i Comunicacions
  - 1935: Lluís Lúcia i Lúcia
  - 1935-1936: Cirilo del Río Rodríguez
- Denominat Ministeri d'Obres Públiques
  - 1936: Santiago Casares Quiroga
  - 1936: Antonio Velao Oñate
  - 1936: Antonio Lara Zárate
  - 1936: Antonio Velao Oñate
  - 1936: Vicente Uribe Galdeano - interí
  - 1936-1937: Juli Just Jimeno
- Denominat Ministeri de Comunicacions, Transports i Obres Públiques
  - 1937-1938: Bernardo Giner de los Ríos García

### Franquisme (1939-1975)
- Denominat Ministeri d'Obres Públiques
  - 1938-1945: Alfonso Peña Boeuf
  - 1945-1951: José María Fernández-Ladreda y Menéndez-Valdés
  - 1951-1957: Fernando Suárez de Tangil y Angulo
  - 1957-1965: Jorge Vigón Suero-Díaz
  - 1965-1970: Federico Silva Muñoz
  - 1970-1974: Gonzalo Fernández de la Mora y Mon
  - 1974-1975: Antonio Valdés González-Roldán

### Transició espanyola (1975-1977)
- Denominat Ministeri d'Obres Públiques
  - 1975-1976: Antonio Valdés González-Roldán
  - 1976: Leopoldo Calvo-Sotelo Bustelo
  - 1976: Carlos Pérez de Bricio Olarriaga - interí
  - 1976-1977: Luis Ortiz González

### Democràcia (des de 1977)
| Legislatura                                            | Inici                                   | Finalització                            | Nom                                     | Partit                                  |
| Ministeri d'Obres Públiques i Urbanisme                | Ministeri d'Obres Públiques i Urbanisme | Ministeri d'Obres Públiques i Urbanisme | Ministeri d'Obres Públiques i Urbanisme | Ministeri d'Obres Públiques i Urbanisme |
| ------------------------------------------------------ | --------------------------------------- | --------------------------------------- | --------------------------------------- | --------------------------------------- |
| Constituent (1977-1979)                                | 4 de juliol de 1977                     | 6 d'abril de 1979                       | Joaquín Garrigues Walker                | UCD                                     |
| I (1979-1982)                                          | 6 d'abril de 1979                       | 26 de febrer de 1981                    | Jesús Sancho Rof                        | UCD                                     |
| I (1979-1982)                                          | 26 de febrer de 1981                    | 2 de desembre de 1982                   | Luis Ortiz González                     | UCD                                     |
| II (1982-1986)                                         | 3 de desembre de 1982                   | 5 de juliol de 1985                     | Julián Campo Sainz de Rozas             | PSOE                                    |
| II (1982-1986)                                         | 5 de juliol de 1985                     | 26 de juliol de 1986                    | Javier Saenz de Cosculluela             | PSOE                                    |
| III (1986-1989)                                        | 26 de juliol de 1986                    | 6 de desembre de 1989                   | Javier Saenz de Cosculluela             | PSOE                                    |
| IV (1989-1993)                                         | 7 de desembre de 1989                   | 12 de març de 1991                      | Javier Saenz de Cosculluela             | PSOE                                    |
| IV (1989-1993)                                         | 12 de març de 1991                      | 13 de juliol de 1993                    | Josep Borrell i Fontelles               | PSOE                                    |
| Ministeri d'Obres Públiques, Transports i Medi Ambient |                                         |                                         |                                         |                                         |
| V (1993-1996)                                          | 14 de juliol de 1993                    | 5 de maig de 1996                       | Josep Borrell i Fontelles               | PSOE                                    |
| Ministeri de Foment                                    |                                         |                                         |                                         |                                         |
| VI (1996-2000)                                         | 6 de maig de 1996                       | 27 d'abril de 2000                      | Rafael Arias-Salgado                    | PP                                      |
| VII (2000-2004)                                        | 28 d'abril de 2000                      | 18 d'abril de 2004                      | Francisco Álvarez Cascos                | PP                                      |
| VIII (2004-2008)                                       | 18 d'abril de 2004                      | 14 d'abril de 2008                      | Magdalena Álvarez Arza                  | PSOE                                    |
| IX (2008-2011)                                         | 14 d'abril de 2008                      | 7 d'abril de 2009                       | Magdalena Álvarez Arza                  | PSOE                                    |
| IX (2008-2011)                                         | 7 d'abril de 2009                       | 22 de desembre de 2011                  | José Blanco López                       | PSOE                                    |
| X (2011-2015)                                          | 22 de desembre de 2011                  | 21 de desembre de 2015                  | Ana María Pastor Julián                 | PP                                      |
| XI (2015-2016)                                         | 21 de desembre de 2015                  | 4 de novembre de 2016                   | Ana María Pastor Julián                 | PP                                      |
| XII (2016-2019)                                        |                                         |                                         |                                         |                                         |
| 4 de novembre de 2016                                  | 7 de juny de 2018                       | Íñigo de la Serna Hernáiz               | PP                                      |                                         |
| 7 de juny de 2018                                      | 21 de maig de 2019                      | José Luis Ábalos Meco                   | PSOE                                    |                                         |
| XIII (2019-2020)                                       | 21 de maig de 2019                      | 13 de gener de 2020                     | José Luis Ábalos Meco                   | PSOE                                    |
| Ministeri de Transport, Mobilitat i Agenda Urbana      |                                         |                                         |                                         |                                         |
| XIV (2020-2023)                                        | 13 de gener de 2020                     | 12 de juliol de 2021                    | José Luis Ábalos Meco                   | PSOE                                    |
| XIV (2020-2023)                                        | 12 de juliol de 2021                    | 21 de novembre de 2023                  | Raquel Sánchez Jiménez                  | PSOE                                    |
| Ministeri de Transport i Mobilitat Sostenible          |                                         |                                         |                                         |                                         |
| XV (2023-)                                             | 21 de novembre de 2023                  | actualitat                              | Óscar Puente Santiago                   | PSOE                                    |